# Парана (футболіст)
Адемір де Баррос (порт.-браз. Ademir de Barros, нар. 21 березня 1942, Камбара), відоміший під прізвиськом Парана (порт.-браз. Paraná) — бразильський футболіст, що грав на позиції флангового півзахисника. Відомий за виступами в клубі «Сан-Паулу», в складі якого став дворазовим переможцем Ліги Пауліста, а також у складі національної збірної Бразилії, у складі якої був учасником чемпіонату світу 1966 року.

## Клубна кар'єра
Парана народився у сім'ї футболіста Анісіо Барроса, визнаного кращим футболістом північної Парани у 1949 році. Він мав шість братів і сестер. З 9 років він грав у місцевій команді, зібраній із хлопчаків, які жили неподалік. У 1954 році він з батьками перебрався до міста Сорокаба. З раннього дитинства Парана також працював, допомагаючи батькам, працюючи в типографії місцевої газети «O Cruzeiro do Sul». Він розпочав грати в місцевому футбольному клубі «Сан-Бенту», куди його рекомендував головний редактор газети Одаїр Сансон. Дещо пізніше він розпочав грати за фабричну команду «Теба», де він влаштувався працювати маляром. У 1959 році журналіст газети «A Gazeta Esportiva» Ауреліо Белотті, який був другом його дядька, допоміг Парані пройти перегляд у клубі «Корінтіанс». Після перегляду матчу в молодіжній команді тренер «Корінтіанса» сказав, що Парана їм сподобався, та щоб він переходив до їх клубу. Коли Парана після душу підійшов до шафи зі своїми речами, то побачив, що в нього вкрали бутси. Після цього гравець зібрав свої речі та більше не приїздив до цього клубу. У віці 17 років Парана повернувся до «Сан-Бенту», та підписав з ним свій перший професійний контракт. У 1963 році він допоміг клубу уперше в історії вийти до вищого дивізіону чемпіонату штату Сан-Паулу. У 1965 році, у своїй останній грі за клуб проти «Прудентини», Парана зробив настільки серйозне порушення правил, що відразу ж пішов із поля, навіть не дочекавшись реакції арбітра зустрічі.
17 лютого 1965 года Парана перейшов до клубу «Сан-Паулу», у якому дебютував 7 березня цього ж року. При цьому у футболіста було запрошення від «Сантуса», який шукав замінуПепе, проте його зупинив дзвінок президента федерації футболу штату Сан-Паулу Жуана Мендонси Фалькао, який сказав, що якщо Парана не підпише контракту з «Сан-Паулу», то взагалі ніде не буде грати. Парана був гравцем основи команди аж до 1970 року, коли він поступово став гравцем, який виходить на заміну, та витіснений з основного складу Піу. Проте в 1970 та 1971 роках футболіст виграв свої перші титули чемпіона штату Сан-Паулу. Усього за «Сан-Паулу» футболіст зіграв 394 матчі та забив 40 м'ячів.
У 1973 році Парана перейшов до клубу «Тірадентес», з якого в 1975 році перейшов до клубу «Операріо». Пізніше він повернувся до штату Парана, де грав за клуби «Колорадо» та «Лондрина». 22 серпня 1976 року Парана забив перший гол в історії стадіону «Кафе», реалізувавши пенальті в матчі «Лондрини» з «Фламенгу». Пізніше він знову грав за «Сан-Бенту», далі за клуб «Франкана»", та клуб «Барра Боніта», в якому завершив ігрову кар'єру у 1980 році.
Після завершення кар'єри гравця Парана отримав вищу освіту в області адміністрування та фізичного виховання, працював у мерії Сорокаби на посаді спортивного секретаря. Пізніше він працював футбольним тренером у спортивній школі Сентре Еспортіво де Піньєйрос. У 2005 році він заповів своє тіло для проведення наукових досліджень у медичній школі Пук в Сорокабі: «Мені ніколи не подобалась похвальна церемонія, тому я знайшов спосіб насолодитися своїм тілом після смерті. Я вважаю, що якась його частина може виявитися корисною».

## Виступи за збірну
У складі національної збірної Бразилії Парана дебютував 30 червня 1965 року в товариському матчі зі збірною Швеції. На той час він конкурував за місце в збірній з Рінальдо. 4 червня 1966 года Парана забив свій перший та єдиний м'яч за національну збірну, вразивши ворота збірної Перу.
Парану включили до розширеного списку з 47 футболістів, названих Вісенте Феолою, для підготовки до участі в чемпіонаті світу 1966 року. За результатами відбору в збірній залишились 22 футболісти, серед яких був і Парана. На самій першості футболіст зіграв один матч, 19 липня 1966 року проти збірної Португалії (програного бразильцями з рахунком 1:3), цей матч став для нього останнім у футболці національної збірної. Під час підготовки до турніру вибір Парани як одного з 22 футболістів, які поїхали на чемпіонат світу, дуже різко розкритикував впливовий журналіст «Jornal do Brasil» Олдемаріо Тугінйьо. Коли футболіст повернувся на батьківщину, журналіст побачився з ним. Олдемаріо сказав Парані, що той був кращим гравцем бразильців на чемпіонаті. За це футболіст вдарив журналіста в обличчя. Пізніше до нього підійшов Карлос Насіменто, менеджер та керівник відбору гравців у збірній, з питанням: «Навіщо ти це зробив?». Тоді Парана дав йому ляща по щоці. Після цього Насіменто заявив, що півзахисник більше ніколи не буде грати за національну команду. Так і вийшло, сам футболіст пізніше заявляв, що якби не цей епізод, то він би поїхав на чемпіонат світу 1970 року в Мексику як гравець стартового складу, витіснивши з нього Рівеліно.
Загалом протягом кар'єри у національній команді, яка тривала 2 роки, провів у її формі 9 матчів, забивши 1 гол.

## Особисте життя
Парана одружився в 1968 році на Дульсе де Олівейра Баррос. Вона померла у 2009 році у віці 59 років. У подружжя було троє дітей — Сінтія, Сібеле та Жуніор.

## Титули і досягнення
- Переможець Ліги Пауліста (2):

«Сан-Паулу»: 1970, 1971